# Franz Bernreiter
Franz Bernreiter   (Bärnzell, 13 de febrer de 1954) és un biatleta alemany, ja retirat, que va competir sota bandera de la República Federal Alemanya durant les dècades de 1970 i 1980.
El 1980 va prendre part en els Jocs Olímpics d'Hivern de Lake Placid, on guanyà la medalla de bronze en la prova del relleu 4x7,5 quilòmetres del programa de biatló. Va formar equip amb Hans Estner, Gerhard Winkler i Peter Angerer.
En el seu palmarès també destaca una medalla de plata al Campionat del món de biatló i un títol nacional. Un cop retirat com a esportista passà a exercir tasques d'entrenador, de les quals es retirà a la fi de la temporada 2009-2010.